# Извршно особље на железници
Извршно особље на железници служи за организацију и извршење безбедног, редовног и економичног саобраћаја возова и других железничких возила на пругама железничког саобраћаја. Они чине део саобраћајне службе. Службе које у техничком погледу омогућавају превоз на железници називају се извршне службе.

## Врсте особља
Према врсти послова које обављају постоје следеће службе:
- Служба за организацију превоза.
- Служба за вучу и возна средства.
- Служба за одржавање пруге.
- Служба за експлатацију.
- Служба за сигнално-сигурносне уређаје и телекомуникације.

Станично особље представља заједнички назив за отправника возова, вођу маневра, саобраћајно транспортног отправника, телеграфисту, надзорног скретничара, скретничара маневарски одред и друго особље које учествује у извршавању саобраћајне службе.
Отправник возова је радник који непосредно регулише и осигурава безбедан улазак, излазак и пролазак возова у станици и њихово безбедно кретање у односним међустаничним одсецима пруге.
Возни диспечер је радник који са централног места непосредно регулише кретање возова на одређеном делу пруге, односно на одређеним пругама и руководи тим кретањем у оквиру дате надлежности.
Телеграфист је радник који обавља телеграфско-телефонску службу.